# Japan Soccer League Best Eleven
Il Japan Soccer League Best Eleven, noto anche con il nome Excellence Award 11 of the Year (年間優秀11人賞?), è stato un riconoscimento assegnato ai migliori undici giocatori della Japan Soccer League per ogni stagione.

## Squadre per anno

### 1966
- Kenzō Yokoyama (Mitsubishi Heavy Ind.); Hiroshi Katayama (Mitsubishi Heavy Ind.), Masakatsu Miyamoto (Furukawa Electric), Kazuo Imanishi (Toyo Kogyo); Ryūichi Sugiyama (Mitsubishi Heavy Ind.), Aritatsu Ogi (Toyo Kogyo), Hisao Kami (Yawata Steel), Teruki Miyamoto (Yawata Steel); Shigeo Yaegashi (Furukawa Electric); Takayuki Kuwata (Toyo Kogyo), Ikuo Matsumoto (Toyo Kogyo)[2]

### 1967
- Kenzō Yokoyama (Mitsubishi Heavy Ind.); Hiroshi Katayama (Mitsubishi Heavy Ind.), Masakatsu Miyamoto (Furukawa Electric), Mitsuo Kamata (Furukawa Electric); Ryūichi Sugiyama (Mitsubishi Heavy Ind.), Aritatsu Ogi (Toyo Kogyo), Hisao Kami (Yawata Steel), Teruki Miyamoto (Yawata Steel); Shigeo Yaegashi (Furukawa Electric), Kunishige Kamamoto (Yanmar Diesel), Takeo Takahashi (Furukawa Electric)[3]

### 1968
- Kenzō Yokoyama (Mitsubishi Heavy Ind.); Hiroshi Katayama (Mitsubishi Heavy Ind.), Masakatsu Miyamoto (Furukawa Electric), Mitsuo Kamata (Furukawa Electric); Ryūichi Sugiyama (Mitsubishi Heavy Ind.), Aritatsu Ogi (Toyo Kogyo), Yoshitada Yamaguchi (Hitachi), Teruki Miyamoto (Yawata Steel); Shigeo Yaegashi (Furukawa Electric), Kunishige Kamamoto (Yanmar Diesel), Masashi Watanabe (Yawata Steel)[4]

### 1969
- Kenzō Yokoyama (Mitsubishi Heavy Ind.); Hiroshi Katayama (Mitsubishi Heavy Ind.), Yoshio Kikugawa (Mitsubishi Heavy Ind.), Mitsuo Kamata (Furukawa Electric); Aritatsu Ogi (Toyo Kogyo), Yoshitada Yamaguchi (Hitachi), Ryūichi Sugiyama (Mitsubishi Heavy Ind.), Takaji Mori (Mitsubishi Heavy Ind.); Shigeo Yaegashi (Furukawa Electric), Kunishige Kamamoto (Yanmar Diesel), Hiroshi Ochiai (Mitsubishi Heavy Ind.)[5]

### 1970
- Kōji Funamoto (Toyo Kogyo); Hiroshi Katayama (Mitsubishi Heavy Ind.), Minoru Kobata (Hitachi), Yoshitada Yamaguchi (Hitachi); Daishirō Yoshimura (Yanmar Diesel), Aritatsu Ogi (Toyo Kogyo), Ryūichi Sugiyama (Mitsubishi Heavy Ind.), Takaji Mori (Mitsubishi Heavy Ind.); Teruki Miyamoto (Yawata Steel), Tadahiko Ueda (Nippon Steel), Kunishige Kamamoto (Yanmar Diesel)[6]

### 1971
- Kenzō Yokoyama (Mitsubishi Heavy Ind.); Kōzō Arai (Furukawa Electric), Dorival Carlos Esteves (Yanmar Diesel), Yoshitada Yamaguchi (Hitachi); Daishirō Yoshimura (Yanmar Diesel), Nobuo Fujishima (Nippon Kokan), Ryūichi Sugiyama (Mitsubishi Heavy Ind.), Aritatsu Ogi (Toyo Kogyo); Yoshikazu Nagai (Furukawa Electric), Kunishige Kamamoto (Yanmar Diesel), Teruki Miyamoto (Yawata Steel)[7]

### 1972
- Tatsuhiko Seta (Hitachi); Nobuo Kawakami (Hitachi), Dorival Carlos Esteves (Yanmar Diesel), Yoshitada Yamaguchi (Hitachi); Daishirō Yoshimura (Yanmar Diesel), Mutsuhiko Nomura (Hitachi), Ryūichi Sugiyama (Mitsubishi Heavy Ind.), Aritatsu Ogi (Toyo Kogyo); Akira Matsunaga (Hitachi), Kunishige Kamamoto (Yanmar Diesel), Kazumi Takada (Mitsubishi Heavy Ind.)[8]

### 1973
- Kenzō Yokoyama (Mitsubishi Heavy Ind.); Kōzō Arai (Furukawa Electric), Kuniya Daini (Mitsubishi Heavy Ind.), Yoshitada Yamaguchi (Hitachi); Hiroshi Ochiai (Mitsubishi Heavy Ind.), Sergio Echigo (Towa Real Estate), Ryūichi Sugiyama (Mitsubishi Heavy Ind.), Takaji Mori (Mitsubishi Heavy Ind.); Akira Matsunaga (Hitachi), Kunishige Kamamoto (Yanmar Diesel), Mitsunori Fujiguchi (Mitsubishi Heavy Ind.)[9]

### 1974
- Kenzō Yokoyama (Mitsubishi Heavy Ind.); Kōzō Arai (Furukawa Electric), Eijun Kiyokumo (Furukawa Electric), Yoshitada Yamaguchi (Hitachi); Hiroshi Ochiai (Mitsubishi Heavy Ind.), Sergio Echigo (Towa Real Estate), Takaji Mori (Mitsubishi Heavy Ind.), George Kobayashi (Yanmar Diesel); Akira Matsunaga (Hitachi), Kunishige Kamamoto (Yanmar Diesel), Mitsunori Fujiguchi (Mitsubishi Heavy Ind.)[10]

### 1975
- Kenzō Yokoyama (Mitsubishi Heavy Ind.); Eijun Kiyokumo (Furukawa Electric), Nobuo Kawakami (Hitachi), Kazuo Saitō (Mitsubishi Heavy Ind.); Hiroshi Ochiai (Mitsubishi Heavy Ind.), Takaji Mori (Mitsubishi Heavy Ind.), George Kobayashi (Yanmar Diesel), Daishirō Yoshimura (Yanmar Diesel); Akira Matsunaga (Hitachi), Kunishige Kamamoto (Yanmar Diesel), Mitsunori Fujiguchi (Mitsubishi Heavy Ind.)[11]

### 1976
- Tatsuhiko Seta (Hitachi); Eijun Kiyokumo (Furukawa Electric), Kōzō Arai (Furukawa Electric), Shigemi Ishii (Furukawa Electric); Hiroshi Ochiai (Mitsubishi Heavy Ind.), Mitsuru Komaeda (Fujita Kogyo), Nobuo Fujishima (Nippon Kokan), Mitsuo Abe (Yanmar Diesel); Yoshikazu Nagai (Furukawa Electric), Yasuhiko Okudera (Furukawa Electric), Kunishige Kamamoto (Yanmar Diesel)[12]

### 1977
- Mitsuhisa Taguchi (Mitsubishi Heavy Ind.); Yuji Waki (Fujita Kogyo), Kazuo Saitō (Mitsubishi Heavy Ind.), Keizō Imai (Fujita Kogyo); Hiroshi Ochiai (Mitsubishi Heavy Ind.), Nobuo Fujishima (Nippon Kokan), Mitsuru Komaeda (Fujita Kogyo), Ademar Pereira (Fujita Kogyo); Yoshikazu Nagai (Furukawa Electric), João Dickson Carvalho (Fujita Kogyo), Kunishige Kamamoto (Yanmar Diesel)[13]

### 1978
- Mitsuhisa Taguchi (Mitsubishi Heavy Ind.); Tsutomu Sonobe (Fujita Kogyo), Kazuo Saitō (Mitsubishi Heavy Ind.), Keizō Imai (Fujita Kogyo); Hiroshi Ochiai (Mitsubishi Heavy Ind.), Nobuo Fujishima (Nippon Kokan), Mitsunori Fujiguchi (Mitsubishi Heavy Ind.), Jairo Matos (Yomiuri); Yoshikazu Nagai (Furukawa Electric), João Dickson Carvalho (Fujita Kogyo), Kunishige Kamamoto (Yanmar Diesel)[13]

### 1979
- Mitsuhisa Taguchi (Mitsubishi Heavy Ind.); Tsutomu Sonobe (Fujita Kogyo), Mitsuru Komaeda (Fujita Kogyo), Keizō Imai (Fujita Kogyo), Hiroshi Ochiai (Mitsubishi Heavy Ind.); Jairo Matos (Yomiuri), George Yonashiro (Yomiuri), Ruy Ramos (Yomiuri), Ademar Pereira (Fujita Kogyo); João Dickson Carvalho (Fujita Kogyo), Kunishige Kamamoto (Yanmar Diesel)[14]

### 1980
- Mitsuhisa Taguchi (Mitsubishi Heavy Ind.); Tetsuo Sugamata (Hitachi), Mitsuru Komaeda (Fujita Kogyo), Keizō Imai (Fujita Kogyo), Hiroshi Ochiai (Mitsubishi Heavy Ind.); George Yonashiro (Yomiuri), Hideki Maeda (Furukawa Electric), Hiroshi Soejima (Yanmar Diesel); Hiroyuki Usui (Hitachi), João Dickson Carvalho (Fujita Kogyo), Kunishige Kamamoto (Yanmar Diesel)[15]

### 1981
- Mitsuhisa Taguchi (Mitsubishi Heavy Ind.); Mitsuru Komaeda (Fujita Kogyo), Mitsugu Nomura (Fujita Kogyo), Hiroshi Ochiai (Mitsubishi Heavy Ind.), Hisashi Katō (Yomiuri); George Yonashiro (Yomiuri), Hiroshi Sowa (Yanmar Diesel), Tetsuya Totsuka (Yomiuri); Hiroshi Yoshida (Furukawa Electric), João Dickson Carvalho (Fujita Kogyo), Kunishige Kamamoto (Yanmar Diesel)[16]

### 1982
- Mitsuhisa Taguchi (Mitsubishi Heavy Ind.); Tetsuo Sugamata (Hitachi), Akihiro Nishimura (Yanmar Diesel), Satoshi Tsunami (Yomiuri), Hisashi Katō (Yomiuri); Hideki Maeda (Furukawa Electric), Hiroshi Sowa (Yanmar Diesel), Tetsuya Totsuka (Yomiuri); Hiroshi Yoshida (Furukawa Electric), Hiroyuki Usui (Hitachi), Haruhisa Hasegawa (Yanmar Diesel)[17]

### 1983
- Mitsuhisa Taguchi (Mitsubishi Heavy Ind.); Satoshi Tsunami (Yomiuri), Hisashi Katō (Yomiuri), Takeshi Koshida (Nissan Motors), Yasutarō Matsuki (Yomiuri); George Yonashiro (Yomiuri), Ruy Ramos (Yomiuri), Kazushi Kimura (Nissan Motors), Nobutoshi Kaneda (Nissan Motors); Tetsuya Totsuka (Yomiuri), Kōichi Hashiratani (Nissan Motors)[18]

### 1984
- Kiyotaka Matsui (Nippon Kokan); Yasutarō Matsuki (Yomiuri), Yoshinori Ishigami (Yamaha Motors), Hisashi Katō (Yomiuri), Satoshi Tsunami (Yomiuri); George Yonashiro (Yomiuri), Takashi Mizunuma (Nissan Motors), Kazushi Kimura (Nissan Motors); Yoshikazu Nagai (Furukawa Electric), Tetsuya Totsuka (Yomiuri), Kōichi Hashiratani (Nissan Motors)[19]

### 1985-86
- Kiyotaka Matsui (Nippon Kokan); Takeshi Okada (Furukawa Electric), Hisashi Kaneko (Furukawa Electric), Hisashi Katō (Yomiuri), Toshinobu Katsuya (Honda Motor); Satoshi Miyauchi (Furukawa Electric), Akira Nishino (Hitachi), Kazushi Kimura (Nissan Motors); Yoshikazu Nagai (Furukawa Electric), Tomoyasu Asaoka (Nippon Kokan), Hiroshi Yoshida (Furukawa Electric)[20]

### 1986-87
- Dido Havenaar (Mazda); Yasutarō Matsuki (Yomiuri), Hisashi Kaneko (Furukawa Electric), Hisashi Katō (Yomiuri), Toshinobu Katsuya (Honda Motor); Satoshi Miyauchi (Furukawa Electric), Yasuhiko Okudera (Furukawa Electric), Takashi Mizunuma (Nissan Motors), Ruy Ramos (Yomiuri); Nobuhiro Takeda (Yomiuri), Toshio Matsuura (Nippon Kokan)[21]

### 1987-88
- Shinichi Morishita (Yamaha Motors); José Oscar Bernardi (Nissan Motors), Yoshinori Ishigami (Yamaha Motors), Hisashi Katō (Yomiuri), Toru Sano (Nissan Motors); André (Yamaha Motors), Hiroshi Nagatomi (Mitsubishi Heavy Ind.), Takashi Mizunuma (Nissan Motors); Adílson (Yamaha Motors), Jônas Silva (Yanmar Diesel), Toshio Matsuura (Nippon Kokan)[22]

### 1988-89
- Shigetatsu Matsunaga (Nissan Motors); José Oscar Bernardi (Nissan Motors), Takumi Horiike (Yomiuri), Fernando Moner (ANA), Toru Sano (Nissan Motors); Masahiro Wada (Matsushita Electric), Takashi Mizunuma (Nissan Motors), Kazushi Kimura (Nissan Motors); Kenta Hasegawa (Nissan Motors), Kōichi Hashiratani (Nissan Motors), Osamu Maeda (ANA)[23]

### 1989-90
- Division 1: Kenichi Shimokawa (Furukawa Electric); Tetsuji Hashiratani (Nissan Motors), Takumi Horiike (Yomiuri), Fernando Moner (ANA), Shinji Tanaka (Nissan Motors); Ruy Ramos (Yomiuri), Walter (Yanmar Diesel), Kazushi Kimura (Nissan Motors), Renato (Nissan Motors); Akihiro Nagashima (Matsushita Electric), Nobuhiro Takeda (Yomiuri)[24]
- Division 2: Kazuya Maekawa (Mazda); Katsuyoshi Shintō (Mazda), Hiroshi Matsuda (Mazda), Yoshimasa Miyazaki (Mitsubishi Heavy Ind.); Atsushi Natori (Mitsubishi Heavy Ind.), Osamu Hirose (Mitsubishi Heavy Ind.), Humberto (Toyota Motors), Shen Xiangfu (Fujitsu); Masahiro Fukuda (Mitsubishi Heavy Ind.), Shigeo Sawairi (Toyota Motors), Ziba (Kyoto Shiko)

### 1990-91
- Division 1: Shigetatsu Matsunaga (Nissan Motors); Tetsuji Hashiratani (Nissan Motors), Takumi Horiike (Yomiuri), Hisashi Katō (Yomiuri), Yasutoshi Miura (Yomiuri); Ruy Ramos (Yomiuri), Jorginho (Toyota Motors), Tsuyoshi Kitazawa (Honda Motor); Kazuyoshi Miura (Yomiuri), Renato (Nissan Motors), Nobuhiro Takeda (Yomiuri)[25]
- Division 2: Kazuya Maekawa (Mazda); Régis Angeli (Hitachi), Yutaka Ikeuchi (Fujita), Tsuyoshi Motoyoshi (Fujita); Edson (Fujita), Toru Yoshikawa (Hitachi), Shingo Hoshino (Hitachi), Hirobumi Zaima (Mazda), Yahiro Kazama (Mazda); Wagner Lopes (Hitachi), Shinji Kobayashi (Kofu Club)

### 1991-92
- Division 1: Shigetatsu Matsunaga (Nissan Motors); Tetsuji Hashiratani (Nissan Motors), Takumi Horiike (Yomiuri), Hisashi Katō (Yomiuri), Masami Ihara (Nissan Motors); Ruy Ramos (Yomiuri), Jorginho (Toyota Motors), Tsuyoshi Kitazawa (Honda Motor); Kazuyoshi Miura (Yomiuri), Masashi Nakayama (Yamaha Motors), Toninho (Yomiuri)[26]
- Division 2: Yūji Itō (Yanmar Diesel); Akira Narahashi (Fujita), Yoshihiro Natsuka (Fujita), Wang Baoshan (Fujitsu); Edson (Fujita), Pita (Fujita), Zico (Sumitomo Metals), Hiroaki Morishima (Yanmar Diesel); Walter (Yanmar Diesel); Kōji Noguchi (Fujita), Satoru Mochizuki (NKK)

## Statistiche

### Club con più inclusioni
Division 1
| Inclusioni | Club                                                                       |
| ---------- | -------------------------------------------------------------------------- |
| 16         | Furukawa Electric                                                          |
| 13         | Nissan Motors; Yomiuri                                                     |
| 12         | Mitsubishi HI                                                              |
| 10         | Yanmar Diesel                                                              |
| 9          | Towa Real Estate e Fujita Kogyo (2+7); Hitachi Head Office e Hitachi (1+8) |
| 6          | Toyo Kogyo e Mazda (5+1);                                                  |
| 5          | Yamaha Motors                                                              |
| 4          | Nippon Steel e Nippon Steel (3+1); Nippon Kokan                            |
| 3          | Honda Motor                                                                |
| 2          | ANA; Matsushita Electric                                                   |
| 1          | Toyota Motors                                                              |

Division 2
| Inclusioni | Club                                         |
| ---------- | -------------------------------------------- |
| 9          | Fujita                                       |
| 5          | Mazda                                        |
| 4          | Mitsubishi HI; Hitachi                       |
| 3          | Yanmar Diesel                                |
| 2          | Fujitsu; Toyota Motors                       |
| 1          | NKK; Kyoto Shiko; Kofu Club; Sumitomo Metals |

### Giocatori con più inclusioni
Division 1

La tabella che segue riporta i giocatori che hanno ottenuto almeno cinque inclusioni nel miglior undici della prima divisione.
| Inclusioni | Giocatore                                                                                    |
| ---------- | -------------------------------------------------------------------------------------------- |
| 15         | Kunishige Kamamoto                                                                           |
| 10         | Hiroshi Ochiai                                                                               |
| 9          | Hisashi Katō                                                                                 |
| 8          | Kenzō Yokoyama Ryūichi Sugiyama                                                              |
| 7          | Aritatsu Ogi                                                                                 |
| 6          | Yoshikazu Nagai Mitsuhisa Taguchi Ruy Ramos                                                  |
| 5          | Hiroshi Katayama Takaji Mori Teruki Miyamoto Kazushi Kimura Mitsuru Komaeda George Yonashiro |

Division 2

Con due inclusioni in tre edizioni del riconoscimento, Kazuya Maekawa (Mazda) e Edson (Fujita) sono i giocatori che hanno ottenuto il maggior numero di nomine per il miglior undici della Japan Soccer League Division 2.